# Jedličná (Františkovy Lázně)
Jedličná (německy Tannenberg) je zaniklá vesnice na území města Františkovy Lázně, v k. ú. Jedličná v okrese Cheb v Karlovarském kraji. Vesnice ležela tři kilometry severozápadně od Františkových Lázní. Roku 1952 bylo území vesnice připojeno k Františkovým Lázním a v roce 1960 byla osada již bez obyvatel zrušena.
Jedličná je také název katastrálního území o rozloze 0,98 km².

## Historie
První písemná zmínka o osadě pochází z roku 1635. V první polovině 19. století se obyvatelé pokoušeli v osadě otevřít uhelný důl. Ten však zanikl, protože těžené uhlí bylo nekvalitní. Protože území osady leželo na vyvýšeném místě, trpěla Jedličná nedostatkem vody. Teprve mezi lety 1927 až 1938 se podařilo tento problém vyřešit vyhloubením tří studní. Po druhé světové válce postihl vesnici odsun německého obyvatelstva a po válce již nedošlo k dosídlení.
V letech 1869–1910 spadala Jedličná pod názvem Tannenberg pod obci Horní Lomany, v roce 1930 pod názvem Tannenberg byla osadou Krapic. V roce 1952 došlo k přejmenování osady na Jedličnou a jejímu přičlenění k Františkovým Lázním. V roce 1960 byla osada úředně zrušena a poslední zbytky budov postupně zbourány.

## Přírodní poměry
Území leží na rozhraní Smrčin a Chebské pánve.
Horninové podloží tvoří třehohorní sedimenty – písky a jíly, částečně prvohorní žuly krystalinika saxothuringika.
Na území osady rostl mohutný zdaleka viditelný dub, který patřil mezi nejmohutnější staré duby ve volné přírodě v Čechách. Pojmenován byl jako Dub v Jedličné. V létě 2015 však strom nevydržel nápor silného větru, který ulomil jeho kmen ve výšce přibližně pět metrů nad zemí. Ochrana památného stromu nebyla zrušena a připomíná tak zaniklou osadu.

## Obyvatelstvo
Při sčítání lidu v roce 1921 zde žilo 21 obyvatel, všichni německé národnosti, kteří se hlásili k římskokatolické církvi.
| Rok            | 1869 | 1880 | 1890 | 1900 | 1910 | 1921 | 1930 | 1950 | 1961 | 1970 | 1980 | 1991 | 2001 | 2011 |
| -------------- | ---- | ---- | ---- | ---- | ---- | ---- | ---- | ---- | ---- | ---- | ---- | ---- | ---- | ---- |
| Počet obyvatel | 37   | 28   | 19   | 18   | 36   | 21   | 15   | 13   | —    | —    | —    | —    | —    | —    |
| Počet domů     | 6    | 6    | 6    | 5    | 6    | 6    | 6    | 5    | —    | —    | —    | —    | —    | —    |